# Paweł Wolicki
Paweł Grzegorz Wolicki (ur. 1972 w Dębicy) – polski polityk, burmistrz Dębicy w latach 2006-2010 oraz 2010-2014.

## Życiorys
Absolwent Zespołu Szkół nr 2 im. Eugeniusza Kwiatkowskiego w Dębicy oraz Wydziału Teologicznego Papieskiej Akademii Teologicznej. W wyborach samorządowych w 2006 roku jako kandydat Prawa  i Sprawiedliwości pokonał w drugiej turze ubiegającego się o reelekcję Edwarda Brzostowskiego uzyskując 55,38% poparcia. styczniu 2010, zapowiadając samodzielny start w wyborach. Dnia 23 marca 2010 podał się wraz z zastępcami do dymisji. Jego stanowisko objął Mariusz Szewczyk (PO). Z powodzeniem ubiegał się o reelekcję w 2010 roku, z własnego komitetu z poparciem Prawa i Sprawiedliwości pokonał w drugiej turze Mariusza Szewczyka z poparciem 50,61% głosów. W wyborach parlamentarnych w 2011 roku bez powodzenia startował z listy PiS do sejmu, zdobywając 2426 głosów. W 2014 roku nie ubiegał się o reelekcję na stanowisko burmistrza.
Żonaty, ma trójkę dzieci, mieszka w Gumniskach.